# خافيير فاسكيز
خافيير فاسكيز (بالإنجليزية: Javier Vázquez)‏ هو لاعب كرة قاعدة أمريكي، ولد في 25 يوليو 1976 في بونس، بورتوريكو في الولايات المتحدة.

## وصلات خارجية
- خافيير فاسكيز على موقع دوري كرة القاعدة الرئيسي (الإنجليزية)
- خافيير فاسكيز على موقعبيزبول رفرنس.كوم (الدوري الرئيسي) (الإنجليزية)
- خافيير فاسكيز على موقع إي إس بي إن.كوم (أم.أل.بي) (الإنجليزية)
- خافيير فاسكيز على موقع مشجعي الرسوم البيانية (الإنجليزية)